# Pietro Cossa
Pour les articles homonymes, voir Cossa.
Pietro Cossa (Rome 1830, Livourne 1881) est un dramaturge italien. Il prétendait descendre de la famille de l'antipape Jean XXIII.

## Biographie
Il manifesta dès sa jeunesse un esprit d'indépendance. Encore enfant, il fut expulsé d'une école de Jésuites sous le double motif d'indocilité et de patriotisme (à l'époque de l'unification italienne aux dépens des États pontificaux). Après avoir combattu pour la République romaine (1849), il émigra en Amérique du Sud. N'arrivant pas à s'établir, il retourna en Italie. Il y vécut de sa plume, d'une manière précaire, jusqu'au succès éclatant de sa tragédie, Nerone, en 1872.
Dès lors et jusqu'à sa mort, il produisit une pièce par an, le plus souvent sur un sujet classique. Giuliano l'Apostat (Julien l'Apostat) (1876), Messalina (1876), Cleopatra (1879) ont joui d'une grande popularité. Plusieurs drames ont été inspirés de l'Histoire italienne : Rienzi, I Borgia (Les Borgia). Sa pièce préférée était sa comédie Plauto e il suo secolo (Plaute en son siècle). Plusieurs pièces furent mises en musique, notamment par Luigi Mancinelli et Pietro Mascagni.
Admirateur du vérisme italien, Cossa chercha à concilier la tradition de la Tragédie en vers et le souci du réalisme (détails authentiques).
Le recueil de ses œuvres fut publié en 1887 sous le nom Teatro poetico. Plusieurs de ses pièces furent adaptées au cinéma au XXe siècle.

## Œuvres
Presque toutes sont des drames - il préférait les définir comme des poèmes dramatiques ou des comédies. Elles sont écrites en vers et sont basées sur des personnages historiques. Outre son chef-d'œuvre Nerone (1872), voici un choix des œuvres principales par ordre chronologique:
- Mario e i Cimbri, Florence, 1864
- Puskin, Rome, 1870
- Beethoven, Milan, 1872
- Sordello, Milan, 1872
- Nerone, Milan, 1872
- I Monaldeschi, Milan, 1873
- Plauto e il suo secolo, Milan, 1876
- Messalina, Milan, 1876
- Giuliano l'Apostata, Turin, 1877
- Cleopatra, Turin, 1879
- Cola di Rienzo, Turin, 1879
- I Borgia, Turin, 1879
- Cecilia, Turin, 1885
- I Napoletani del 1799, Turin, 1891.

## Liens connexes
- Nerone, opéra de Pietro Mascagni (1935), dont le livret est basé sur la pièce de Pietro Cossa.